# Anopheles bellator
Anopheles bellator este o specie de țânțari din genul Anopheles, descrisă de Dyar și Frederick Knab în anul 1906. Conform Catalogue of Life specia Anopheles bellator nu are subspecii cunoscute.